# Isauro Calais
Isauro Calais é um político e advogado brasileiro, atualmente deputado estadual por Minas Gerais.

## Biografia
Isauro Calais nasceu em Miraí, no dia 7 de maio de 1961. Formou-se advogado pelo Instituto Vianna Júnior, em Juiz de Fora, e ingressou na Defensoria Pública do Estado de Minas Gerais há 30 anos. É casado com a advogada Norma Affonso e pai de três filhos (Lucas, Bernardo e Júlia).[carece de fontes?]
Foi diretor do Procon de 1993 a 1996. Isauro Calais é um parlamentar de grande atuação e experiência. Foi vereador em Juiz de Fora por cinco mandatos consecutivos. O primeiro mandato teve início 1997. Assumiu a presidência da Câmara Municipal por dois mandatos seguidos (2001 a 2004); fazendo uma gestão extremamente dinâmica e eficiente. Isauro colocou em prática inúmeras ações que contribuíram para modernizar e dar mais transparência à atuação do legislativo. Considerado exemplo pela sua honestidade e seriedade com a coisa pública, Isauro foi destaque na mídia nacional ao economizar, como presidente da Casa, e devolver à Prefeitura de Juiz de Fora mais de R$ 6,5 milhões na época. Nesse período, atuou ainda, de forma inédita, como prefeito interino do município em janeiro de 2004.[carece de fontes?]
Atualmente, exerce seu primeiro mandato como deputado estadual pelo PMDB. É membro da Comissão de Constituição e Justiça da Assembleia Legislativa de Minas Gerais e ainda da Comissão de Agricultura.[carece de fontes?]

## Vereador
Como vereador, apresentou importantes projetos no parlamento municipal. Dentre eles, o que exige Ficha Limpa nas contratações do Executivo e Legislativo e o que acabou com as pensões absurdas para ex-prefeitos. É reconhecido por sua luta pelos direitos dos idosos. Foi presidente da Comissão do Idoso na Câmara, defendendo, por meio de leis e campanhas, os direitos daqueles que já passaram dos 60 anos de idade.

## Deputado Estadual
Foi presidente da Comissão Extraordinária do Idoso, criada em novembro de 2015, por solicitação do próprio deputado, visando ampliar a atuação da Assembleia na defesa dos idosos. Uma das ações de destaque foi a implantação em Juiz de Fora do Núcleo de Atendimento ao Idoso da Polícia Civil.
Para os deficientes, Isauro defende políticas públicas mais eficientes, que possam garantir a promoção da igualdade e o exercício pleno dos direitos. Defende a educação por considerar a porta de entrada para garantir o desenvolvimento social de uma nação. Em prol da Zona da Mata Mineira, tem tomado iniciativas importantes para assegurar a retomada do desenvolvimento econômico.[carece de fontes?]
Quanto ao setor de segurança, tem cobrado do Estado medidas concretas para minimizar a criminalidade na região. É dele a iniciativa de reunir em Juiz de Fora, a cúpula de segurança do Estado, que garantiu, como resultado imediato, a implantação na cidade do programa Fica Vivo. Em dois anos de mandato, garantiu o direcionamento por meio de emenda de cerca de R$30 milhões para Juiz de Fora e região.[carece de fontes?]